# Ellerslie Park
Ellerslie Park es una localidad de Trinidad y Tobago, que forma parte de la ciudad de Puerto España.

## Geografía
La localidad abarca parte de la isla Trinidad y limita al norte con Champ Elysees y Boissiere (ambas localidades pertenecientes a la región de Diego Martín), al sur con Federation Park y St. Clair, al este con Boissiere y al oeste con Long Circular.

## Demografía
Datos demográficos de la localidad de Ellerslie Park:
| Gráfica de evolución demográfica de Ellerslie Park entre 2000 y 2011 |
|                                                                      |